# Городское лесное хозяйство
Городское лесное хозяйство занимается разведением и поддержанием древесных насаждений в городе с целью улучшения его окружающей среды и тем самым её сохранения. Работники городского лесного хозяйства сажают деревья и содержат их, следят за их сохранением, проводят различные исследования и всячески распространяют информацию о разнообразной пользе, приносимой деревьями.

## Польза, приносимая древесными насаждениями в городской среде
Увеличение стоимости недвижимого имущества. Городские древесные насаждения способствуют поддержанию экономики, увеличивая стоимость недвижимого имущества. Многие люди полагают, что районы с деревьями более привлекательны для жизни.
Уменьшение расходов на энергию. Деревья могут помочь снизить расходы на отопление и охлаждения, затеняя строения, снижая скорость ветра, и охлаждая воздух благодаря испарению воды. Сажая деревья ради понижения расходов на энергию, следует принять во внимание следующие факторы: вид дерева, место, тип здания и климат. Понижение потребления газа и электричества также способствует сохранению ископаемого топлива и сокращению выброса углекислого газа. Однако посадка не того дерева в не том месте может стать результатом повышения расходов на энергию.
Повышение качества воздуха. Загрязнение воздуха представляет опасность для здоровья человека, уменьшает видимость, а также приносит вред растительности и искусственным материалам. Деревья и растительность повышают качество воздуха следующими способами:
Поглощение и уменьшении загрязняющих веществ, переносимых по воздуху.

Деревья, особенно с большими листьями, поглощают и удерживают переносимые по воздуху различные частицы и химические вещества: пыль, пепел, пыльца, оксид азота, диоксид серы, монооксид углерода, озон. Также деревья уменьшают скорость ветра, благодаря чему оседают тяжёлые частицы. В этом случае польза состоит не только в том, что воздух становится чище, но и в том, что уменьшаются расходы на контроль загрязнения воздуха.
Уменьшение выбросов углекислого газа и его поглощение.

«Охлаждающий эффект» деревьев, включая тень и испарение влаги, уменьшает количество требуемого электричества. В результате происходит уменьшение выбросов углекислого газа электростанциями, которые поставляют энергию. Таким образом, деревья приносят пользу не только тем, что поглощают углекислый газ, но и тем, что сокращают его выбросы.
Повышение качества воды. Реки, ручьи и озёра в городах и поблизости могут быть загрязнены сточными водами. Деревья же и другие зелёные насаждения могут помочь с этим, уменьшая эрозию почвы и количество сточных вод. Также деревья поглощают некоторые питательные вещества, которые в противном случае могли быть унесены водой.
Уменьшение сточных вод.

Во многих населённых пунктах объём сточных вод превышает вместимость существующей водосточной системы. Это вызвано постоянным строительством непроницаемых поверхностей, таких как дороги и парковки, которые не способны впитывать воду. Такие поверхности также уменьшают количество поглощаемой воды почвой и деревьями. Такие меры, как создание садов, парков, сохранение деревьев на стройплощадке и последующая высадка новых деревьев может помочь в уменьшении количества сточных вод, попадающих в канализацию.
Уменьшение эрозии почвы.

Деревья могут помочь уменьшить эрозию почвы путём контроля сточных вод. Мочковатая корневая система удерживает почву на месте, не давая дождю и сточным водам её смыть.
Создание местообитания для диких животных. Городские древесные насаждения служат местообитанием для диких животных, предоставляя пищу, воду и укрытие для таких видов животных, как белки, кролики, рептилии и птицы. Местные жители могут за ними наблюдать как в образовательных целях, так и для отдыха. Местообитаниями диких животных могут служить прибрежные буферные зоны, пруды-накопители, дворы, парки и т. д.
Улучшение образа населённого пункта. Деревья и другие зелёные насаждения придают красоту городской территории. Часто розничные торговцы благоустраивают участки, чтобы улучшить образ населённого пункта и привлечь покупателей.
Позитивное влияние на поведение покупателей. Исследования, проведённые Вашингтонским университетом, показали, что в деловых районах «…здоровые и ухоженные деревья положительно влияют на мнение покупателей о привлекательности района, качестве товаров, продаваемых на его территории, и уровне обслуживания.»
Создание мест отдыха. Всё большую популярность приобретает здоровый образ жизни, и вместе с тем растёт популярность городских лесов и парков, где люди могут гулять, бегать, кататься на велосипедах, роликах и т. д. Также в парках часто проводятся общественные мероприятия.
Улучшение здоровья и благополучия. Жизнь в городе может вести к физическому и психическому напряжению, но деревья в свою очередь могут улучшить здоровье человека.
Физическое и ментальное здоровье.

Успокаивающее влияние деревьев может помочь снизить уровень стресса и увеличить удовольствие, получаемое от ежедневных дел. Также деревья способствуют поддержанию чистоты воздуха и воды.
Часть природы.

Деревья приближают жителей города к природе. Здоровые городские древесные насаждения — это наиболее эффективный способ вернуть человеку чувство принадлежности к природной среде.
Понижение уровня шума. Деревья и другие зелёные насаждения могут создать барьер, который будет частично подавлять шум трафика, газонокосилок и громких соседей. Для большего эффекта деревья должны быть высокими и плотно посаженными друг к другу недалеко от источника шума. Звук ветра, проходящего сквозь ветви, и шелест листьев могут помочь заглушить другие шумы.
Создание буферной зоны. Деревья также могут выступать в качестве «ширмы», скрывая от взгляда такие неприглядные участки и объекты, как, например, свалка металлолома или мусорные контейнеры.

## Расходы
Для посадки и поддержания здоровых древесных насаждений требуются денежные вложения. Расходы сильно варьируются в зависимости от местоположения, вида и необходимости в поддержании. В свою очередь тщательное планирование и согласованность действий может позволить их минимизировать. К расходам, связанным с городским лесным хозяйством, относятся:
Посадка. Расходы на посадку зависят от вида дерева, его размера, местоположения, подготовки места и совершённого труда. В стоимость входит покупка дерева, плата за подготовку места, непосредственно посадка и первоначальное содержание. Правильные выбор дерева, подготовка посадочного места и методы посадки могут помочь избежать многочисленных проблем и затрат в будущем.
Содержание и удаление. Расходы на содержание деревьев сильно разнятся и зависят от вида и местоположения. К главных расходам на содержание относятся:
Обрезание

Все деревья нужно периодически обрезать, однако частота зависит от вида дерева, его возраста и местоположения. Особого присмотра требуют деревья, растущие в непосредственной близости от линий электропередач и тротуаров.
Полив

В некоторых местах дождевой воды может не хватать, и потребуется дополнительный полив. Стоимость установки поливочной системы и поставка воды включается в расходы на содержание. Полив может помочь деревьям в засушливые периоды. Однако также необходимо тщательно следить за влажностью почвы, чтобы избежать её переувлажнения, что также может неблагоприятно сказаться на состоянии дерева. Обычно произрастающие в данном районе деревья не требуют дополнительного полива после посадки. Выбор засухоустойчивых деревьев может помочь в снижении расходов на их содержание.
Борьба с болезнями и насекомыми

Иногда деревья необходимо лечить от болезней или от насекомых. Расходы на борьбу с болезнями и насекомыми можно уменьшить, выбирая устойчивый к ним вид дерева, сажая несколько видов деревьев, подбирая подходящее место посадки и используя правильные методы посадки.
Удаление

По многим причинам некоторые деревья приходится удалять с городской территории. Опасные деревья могут упасть и таким образом причинить телесные повреждения, либо послужить причиной смерти, а также повредить как движимое, так и недвижимое имущество. Также может быть, что дерево придётся удалить из-за его соприкасания с трубами и линиями электропередач. Многие деревья приходится удалять в связи с ущербом, который был причинён бурей.
Остатки при обрезании и удалении

Остатки, которые появляются при обрезании и удалении деревьев следует переработать либо ликвидировать. Цена отправки остатков на свалку может оказаться достаточно высокой. В наше время многие населённые пункты, домовладельцы и коммунальные предприятия перерабатывают древесные остатки в мульчу, дрова, компост и котельное топливо вместо того, что бы отвозить их на свалку. Это помогает снизить расходы и даже получить прибыль.
Ремонт инфраструктуры. Рост деревьев может нанести ущерб инфраструктуре города, повредив, к примеру, линии электропередач, тротуары, бордюры, коллекторы и водопроводные трубы.
Судебная ответственность. Когда деревья являются причиной ущерба либо им самим наносится ущерб, могут возникнуть судебные издержки. К примеру, собственники могут подать в суд, когда их деревья были каким-либо образом повреждены рядом ведущейся стройкой, либо когда деревья умирают вследствие прокладки подземных труб. Иногда деревья воруют, особенно это к относится к уникальным образцам и редким видам. Причиной судебного разбирательства также может стать ущерб, принесённый упавшими деревьями или ветвями во время шторма или с опасного дерева. В суд также может подать человек, запнувшийся и упавший на повреждённом корнями тротуаре. Тщательное планирование может помочь избежать многочисленных расходов, связанных с повреждением деревьев при строительстве. В свою очередь выбор подходящего вида и умелое содержание может снизить ущерб, наносимый людям и имуществу.
Бури. Бури могут нанести огромный ущерб деревьям и имуществу. Расходы на очистку и ремонтные работы могут быть минимизированы прилежным содержанием.
- Посадка нового дерева.
- Обрезание дерева в городе Дарем, США.
- Повреждённый корнями тротуар.
- Удаление дерева.
- Уборка после торнадо в Оклахоме.